# Stifftioideae
Stifftioideae (D. Don) Panero, 2007 è una sottofamiglia di piante angiosperme eudicotiledoni della famiglia delle Asteraceae.

## Descrizione

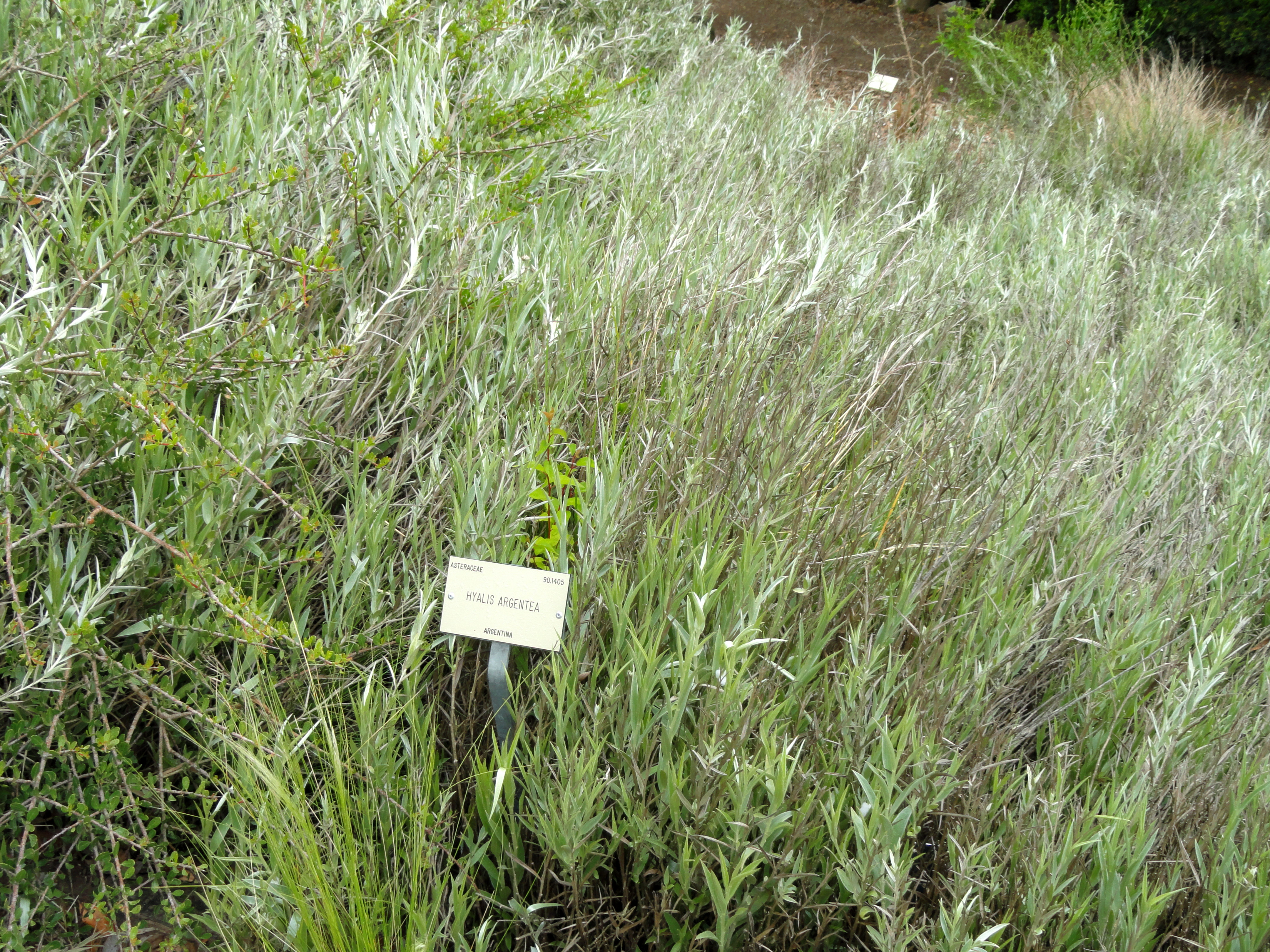
Il portamento
Hyalis argentea

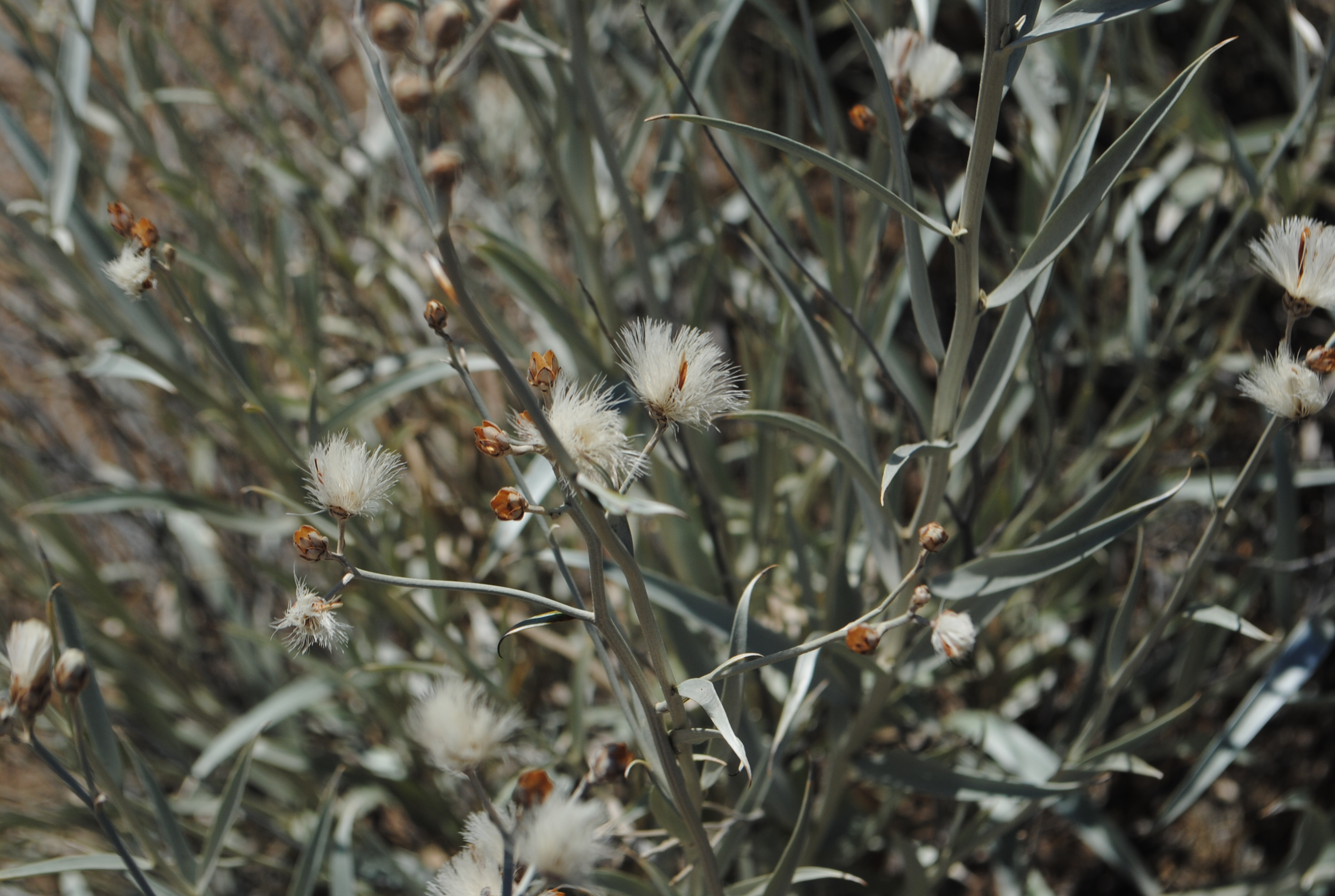
I pappi
Hyalis argentea

Habitus. Le specie di questa voce sono piante annuali, biennali o perenni con portamenti erbacei o arbustivi (piante rampicanti) o arborei. Sono presenti specie rizomatose e generi monoici)
Foglie. Le foglie lungo il caule sono a disposizione opposta o alternata e in genere sono coriacee. La forma delle lamine è intera con contorno più o meno lanceolato oppure da ellittico a orbicolare.  La venatura può essere pennata o tri-vene di tipo attinodroma (venatura raggiata). Le stipole sono assenti.
Infiorescenza. Le infiorescenze sono composte da capolini, solitari e terminali, raccolti in formazioni panicolate, racemose o in formazioni pseudo-corimbose o di tipo glomeruloso. I capolini di tipo discoide o radiato ed omogami o eterogami sono formati da un involucro a forma da oblunga a campanulata, o spiralato composto da brattee (o squame) all'interno delle quali un ricettacolo fa da base ai fiori. Le brattee, persistenti e simili a foglie, disposte su 3 - 10 o più serie in modo embricato e scalate in altezza, sono di vario tipo e consistenza. Il ricettacolo è privo di pagliette a protezione della base dei fiori (ricettacolo nudo).
Fiori. I fiori (da 4 - 6 oppure da 30 - 50) sono tetra-ciclici (ossia sono presenti 4 verticilli: calice – corolla – androceo – gineceo) e pentameri (ogni verticillo ha 5 elementi).  I capolini possono contenere fiori di due tipi: (1) isomorfi (stessa forma) ossia ermafroditi con corolle di tipo tubolare profondamente lobare (5 lobi); (2) dimorfi (due forme) ossia con fiori periferici con corolle bilabiate e fiori centrali con corolle tubolari; in quest'ultimo caso o tutti i fiori sono ermafroditi, oppure i fiori periferici sono femminili e quelli centrali ermafroditi. I fiori sono quindi sia actinomorfi o zigomorfi.
- Formula fiorale:

*/x K {\displaystyle \infty }, [C (5), A (5)], G 2 (infero), achenio
- Calice: i sepali del calice sono ridotti ad una coroncina di squame.
- Corolla: il colore delle corolle è bianco, rosa e purpureo, oppure arancio o giallo. La corolla può essere tubolare (actinomorfa) terminante con 5 profondi lobi; oppure bilabiata (zigomorfa) con un labbro esterno allungato e patente.
- Androceo: gli stami sono 5 con filamenti liberi, glabri o papillosi e distinti, mentre le antere sono saldate in un manicotto (o tubo) circondante lo stilo. Le antere in genere hanno una forma sagittata con base caudata e appendice acuta. Talvolta le code sono connate tra di loro. Il polline normalmente è tricolporato a forma sferica, più o meno echinato.
- Gineceo: lo stilo, abassialmente glabro (raramente rugoso), è filiforme; gli stigmi dello stilo sono due divergenti. L'ovario è infero uniloculare formato da 2 carpelli. L'ovulo è unico e anatropo.

Frutti. I frutti sono degli acheni con pappo. La forma dell'achenio varia da cilindrica a fusiforme con superficie glabra o sparsamente setosa. Il pericarpo può essere di tipo parenchimatico, altrimenti è indurito (lignificato) radialmente. Il capopodium (il ricettacolo alla base del gineceo) ha delle forme anulari o brevemente cilindriche oppure è assente. I pappi, formati da 2 - 5 serie di setole capillari o barbate o densamente piumose, decidue o persistenti, sono direttamente inseriti nel pericarpo o connati in un anello parenchimatico posto sulla parte apicale dell'achenio. Il colore del pappo è generalmente biancastro, in alcune specie giallo-arancio o rosa. L'endosperma è del tipo cellulare.

## Biologia
- Impollinazione: l'impollinazione avviene tramite insetti (impollinazione entomogama tramite farfalle diurne e notturne).
- Riproduzione: la fecondazione avviene fondamentalmente tramite l'impollinazione dei fiori (vedi sopra).
- Dispersione: i semi (gli acheni) cadendo a terra sono successivamente dispersi soprattutto da insetti tipo formiche (disseminazione mirmecoria). In questo tipo di piante avviene anche un altro tipo di dispersione: zoocoria. Infatti gli uncini delle brattee dell'involucro si agganciano ai peli degli animali di passaggio disperdendo così anche su lunghe distanze i semi della pianta.

## Distribuzione e habitat
L'areale della tribù è limitato al Sud America: la maggior parte delle specie è endemica del Venezuela e della Guyana, alcune del Brasile, altre si trovano in altri paesi della regione andina. Alcune specie si trovano in Asia.

## Tassonomia
La famiglia di appartenenza di questa voce (Asteraceae o Compositae, nomen conservandum) probabilmente originaria del Sud America, è la più numerosa del mondo vegetale, comprende oltre 23.000 specie distribuite su 1.535 generi, oppure 22.750 specie e 1.530 generi secondo altre fonti (una delle checklist più aggiornata elenca fino a 1.679 generi). La famiglia attualmente (2021) è divisa in 16 sottofamiglie.

### Filogenesi
La sottofamiglia Stifftioideae, nell'ambito della famiglia, occupa una posizione "basale" subito dopo la sottofamiglia Barnadesioideae e della recente sottofamiglia Famatinanthoideae. Questa sottofamiglia è probabilmente un "gruppo fratello" della sottofamiglia Mutisioideae. La sottofamiglia è formata da due tribù: Hyalideae e Stifftieae.
L'età di separazione di questo gruppo dal resto della famiglia è stata calcolata variamente e oscilla tra i 27 e 47 milioni di anni fa.

### Struttura della sottofamiglia
La sottofamiglia comprende 2 tribù, 14 generi e 48 specie.

#### Tribù Stifftieae
La tribù Stifftieae  D.Don, 1830  comprende 10 generi con 42 specie:
- Achnopogon Maguire, Steyermark & Wurdack., 1957 (2 spp.)
- Duidaea S.F.Blake, 1931 (4 spp.)
- Eurydochus Maguire & Wurdack, 1958 (1 sp. - Eurydochus bracteatus Maguire & Wurdack)
- Glossarion Maguire, 1957 (2 spp.)
- Gongylolepis R.H.Schomb., 1847 (14 spp.)
- Hyaloseris Griseb., 1879 (7 spp.)
- Neblinaea Maguire & Wurdack, 1957 (1 sp. - Neblinaea promontoriorum Maguire & Wurdack)
- Quelchia N.E.Br., 1901 (4 spp.)
- Salcedoa F. Jiménez Rodr. & Katina, 2004 (1 sp. - Salcedoa mirabaliarum Jiménez Rodr. & Katinas)
- Stifftia J.C.Mikan, 1820 (6 spp.)

#### Tribù Hyalideae
La tribù Hyalideae Panero, 2007 comprende 4 generi e 6 specie:
- Hyalis D. Don ex Hook & Arn., 1835 (2 spp.)
- Ianthopappus Roque & D. J. N. Hind, 2001 (1 sp. - I. corymbosus (Less.) Roque & D. J. N. Hind)
- Leucomeris D. Don, 1825 (2 spp.)
- Nouelia Franch., 1888 (1 sp. - N. insignis Franch.)